# Una habitación con vista
Una habitación con vistas es una novela de 1908 del escritor inglés E. M. Forster sobre las primeras experiencias sentimentales de una joven inglesa de la época eduardiana. Ambientada en Italia e Inglaterra, la historia es tanto un romance como una crítica a la sociedad inglesa de principio del siglo XX.
The Modern Library clasificó Una habitación con vistas en el puesto 79 de su lista de las 100 mejores novelas en inglés del Siglo XX (1998).
James Ivory dirigió en 1985 su adaptación cinematográfica que fue galardonada en 1987 con tres premios Óscar y un Globo de Oro, entre otros.